# Ceratophora erdeleni
Espèce
Ceratophora erdeleni est une espèce de sauriens de la famille des Agamidae.

## Répartition
Cette espèce est endémique du Sri Lanka.

## Étymologie
Cette espèce est nommée en l'honneur de Walter R. Erdelen.

## Publication originale
- Pethiyagoda & Manamendra-Arachchi, 1998 : A revision of the endemic Sri Lankan agamid lizard genus Ceratophora Gray, 1835, with description of two new species. Journal of South Asian natural History, vol. 3, no 1, p. 1-50.